# Кумандинци
Кумандинците (на южноалтайски: къуманды) са тюркска етническа група в Русия.
Според преброяването от 2002 година броят им е 3 114 души, главно в Алтайския край и Република Алтай. В предходните преброявания са разглеждани като етнографска група на алтайците. Говорят собствен диалект на алтайския език и традиционно са шаманисти.